# Agallia halophila
Agallia halophila är en insektsart. Agallia halophila ingår i släktet Agallia och familjen dvärgstritar. Utöver nominatformen finns också underarten A. h. brevispina.